# Percussion and Bass
| Recensione | Giudizio |
| ---------- | -------- |
| AllMusic   |          |

Percussion and Bass è un album a nome Jo Jones and Milt Hinton, pubblicato dalla Everest Records nel dicembre del 1960.

## Tracce
LP (1960, Everest Records, LPBR 5110, SDBR 1110)
Lato A
1. Tam – 2:00 (musica: Jo Jones)
2. Me and You – 2:25 (musica: Milton Hinton)
3. Coffee Dan – 2:54 (musica: Milton Hinton)
4. Love Nest – 4:34 (testo: Otto Harbach – musica: Louis Hirsch)
5. H. O. T. (Helen of Troy) – 2:30 (musica: Jo Jones)
6. Shoes on the Ruff – 3:40 (musica: Jo Jones)

Lato B
1. The Walls Fall – 2:35 (musica: Jo Jones, Milton Hinton)
2. Blues Skies – 2:35 (Irving Berlin)
3. Late in the Evening – 2:21 (musica: Milton Hinton, Everett Barksdale)
4. Ocho puertas – 2:55 (musica: Jo Jones)
5. Tin Top Alley Blues – 3:05 (musica: Jo Jones, Milton Hinton)
6. Little Honey – 2:34 (musica: Jo Jones)

## Musicisti
- Jo Jones – batteria, percussioni
- Milt Hinton – contrabbasso

## Produzione
- Nat Hentoff – note retrocopertina album originale [4]